# Islands ambassadører i Rusland
Dette er en liste over Islands ambassadører i Rusland. 
| # | Navn                | Tid              | Slut på mission  |
| - | ------------------- | ---------------- | ---------------- |
| 1 | Ólafur Egilsson     | 8 december 1991  | 20 maj 1994      |
| 2 | Gunnar Gunnarsson   | 20 maj 1994      | 3 marts 1998     |
| 3 | Jón Egill Egilsson  | 3 marts 1998     | 27 august 2001   |
| 4 | Benedikt Jónsson    | 27 august 2001   | 16 november 2006 |
| 5 | Benedikt Ásgeirsson | 16 november 2006 | 7 december 2011  |
| 6 | Albert Jónsson      | 7 december 2011  |                  |